# 739. pehotni polk (Wehrmacht)
Za druge 739. polke glejte 739. polk.
739. pehotni polk (izvirno nemško Infanterie-Regiment 739) je bil eden izmed pehotnih polkov v sestavi redne nemške kopenske vojske med drugo svetovno vojno.

## Zgodovina
Polk je bil ustanovljen 2. maja 1941 kot polk 15. vala na področju WK IX iz nadomestnih enot za potrebe zasedbenih nalog v Franciji; polk je bil dodeljen 709. pehotni diviziji.
15. oktobra 1942 je bil polk preimenovan v 739. grenadirski polk.